# Ascarosepion pfefferi
Ascarosepion pfefferi (лат.) — вид каракатиц, живущий в тропических водах Индо-Тихоокеанской области у северной Австралии, южнее Южной Гвинеи, у островов Филиппин, Индонезии и Малайзии. Марк Норман из Музея Виктории открыл, что этот редкий вид каракатиц ядовит (ядовита плоть, причём токсин относится к редким).

## Распространение
Естественный ареал — от Манджеры и до южных берегов Новой Гвинеи, встречается у Сулавеси, Молуккских остовов и даже у малайзийских островов Мабул и Сипанада.
9 октября 1874 года особь женского пола была собрана в Арафурском море на глубине 51 метр экспедицией «Челленджера»; ныне она хранится в лондонском Музее естествознания.

## Коммерческое значение
Ascarosepion pfefferi — третье обнаруженное ядовитое головоногое; исследования показали, что яд столь же силён, сколь и яд синекольчатого осьминога. По этой причине употребление его в пищу не имеет смысла, но из-за яркого вида эта каракатица — интересный вариант для аквариумистов.